# James Matthews
James Spencer Matthews (21 de agosto de 1975) es un expiloto profesional británico, administrador de fondos de cobertura y uno de los jefes de la escudería de Fórmula 1 Williams. Además, es heredero del título feudal de Laird de Glen Affric.

## Primeros años
Matthews es el hijo mayor de David Matthews, el hijo de un minero del carbón que hizo fortuna como vendedor de coches antes de abrirse paso en el negocio de los hoteles de lujo. Su padre también es propietario del resort Eden Rock en San Bartolomé y también laird (un título escocés equivalente al de «lord») de la propiedad escocesa de Glen Affric. Su madre es Jane Matthews (nacida Jane Spencer Parker), cuyo padre era el arquitecto Robert Spencer 'Spenny' Parker. Jane Matthews fue educada en el Slade School of Art de Londres. 
James es el hermano mayor de Spencer Matthews, un actor conocido por su papel en el reality show Made in Chelsea. Su otro hermano, Michael, falleció en 1999 en un accidente en el Everest, horas después de convertirse en el británico más joven en llegar a la cima. Tiene además una mediohermana mayor, Nina, fruto del primer matrimonio de su padre. La infancia de Matthews y sus dos hermanos, Michael y Spencer, se dividió entre la mansión Caunton, otra mansión del siglo XVII ubicada en Nottinghamshire y San Bartolomé.
Matthews y su hermano Michael asistieron a Uppingham School, en Rutland. Se capacitó como corredor de bolsa en Spear, Leeds & Kellogg, ahora parte de Goldman Sachs. En 1997 James Matthews se trasladó a una casa de finanzas llamada Nordic Options Ltd, donde llegó a ser operador senior de opciones de renta variable.

## Carrera

### Como piloto
Como piloto de carreras ha competido en la Fórmula 3 Británica. Marcó un récord ganando 11 rondas seguidas en su camino hacia el título de Fórmula Renault 2.0 Británica en 1994 para Manor Motorsport. Ganó la Eurocopa de Fórmula Renault ese mismo año.

### Carrera en la City de Londres
Matthews se convirtió en corredor de bolsa en la City de Londres en 1995 y en 2001 fue cofundador de la Eden Rock Capital Management, de la cual es director ejecutivo. En 2007 el negocio tenía mil millón de libras en acciones, y en 2017 David Friedman estimó que Matthews era «un semi-mil millonario o cerca de mil millonario por mérito propio».
Fue reportado en julio que 2016 que el fondo de Eden Rock Capital Management era inversor de un compañía escocesa que estaba en el centro de una investigación por un fraude de 90 millones de dólares.

### Glen Affric

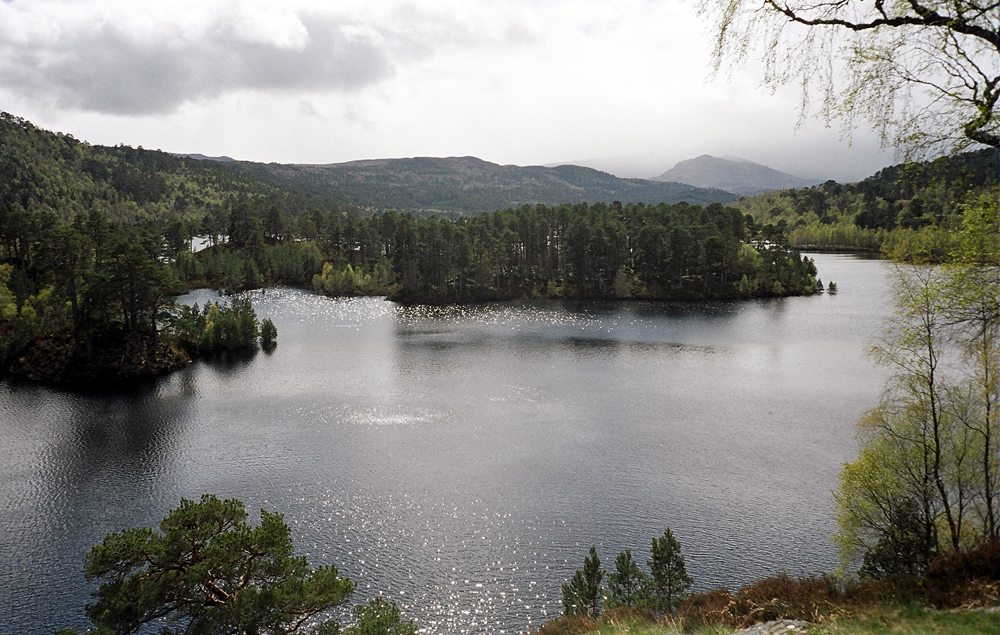
Matthews es el director de gestión y heredero de la propiedad Glen Affric

Matthews ha sido, desde 2007, el «director de gestión de Beaufort Glen Affric Ltd». La propiedad se encuentra en los Highlands escoceses. Como el hijo mayor, tras la muerte de su padre, James Matthews heredará el título de cortesía de Laird de Glen Affric.
El cuñado de Matthews, el empresario James Middleton, apareció en un artículo de The Times en 2018 como el anfitrión de cacerías en la propiedad.

## Vida personal
En julio de 2016, se hizo público que estaba comprometido con Pippa Middleton, hermana de Catalina de Gales. Se casaron el 20 de mayo de 2017.
Su hijo Arthur Michael William nació el 15 de octubre de 2018, en el Hospital de St. Mary's en Londres. En diciembre de 2020 se hizo público el segundo embarazo de su mujer. El 15 de marzo de 2021, Pippa y su esposo le dieron la bienvenida a su segundo hijo, una niña llamada Grace Elizabeth Jane.
En junio de 2022, durante el concierto del Jubileo de Platino de la reina en el Palacio de Buckingham, se hizo público que la pareja esperaba su tercer hijo. Su segunda hija, Rose, nació ese mismo mes.